# Hellfire Pass
Hellfire Pass er et andet navn for Halfaya Passet i Nordafrika.
Hellfire Pass er navnet på en jernbanegennemskæring på Dødens jernbane i Thailand, som af japanerne blev kaldt Konyu gennemskæringen. Arbejdet blev udført med lys fra fakler om natten af allierede krigsfanger, som gav passet dets navn. 

## Historie
Konyu gennemskæringen var en af de sektioner på linjen som var særligt vanskelig at bygge, da den var den største klippegennemskæring på jernbanen, samtidig med at den generelt lå meget afsides og at der var mangel på ordentligt værktøj til bygning. Det ville have været muligt at bygge en tunnel, men så kunne man kun grave ud i de to ender, mens udgravningen kunne foregå langs hele strækningen på en gang, om end det krævede en større indsats fra krigsfangernes side. De australske, britiske, hollandske og andre allierede krigsfanger blev sat til at arbejde i 18 timer i døgnet af japanerne for at gennemføre arbejdet. 69 fanger blev pryglet ihjel af de japanske og koranske vagter i løbet af de 6 uger det tog at bygge gennemskæringen, og ca. 700 døde af kolera, dysenteri, sult og udmattelse. . Hovedparten af dødsfaldene skete imidlertid blandt arbejdere, som japanerne lokkede til at komme og hjælpe til med at bygge jernbanen med løfter om gode jobs. Disse arbejdere, fortrinsvis malajer (kinesere, malajer og tamiler fra Malaya) led stort set lige så meget under japanerne som krigsfangerne. Japanerne holdt ikke tal på hvor mange arbejdere der døde. 
Jernbanen blev aldrig bygget med langsigtet brug for øje, og den blev ofte bombet af Royal Air Force under Burma felttoget. Efter krigen blev en stor del af linjen nedlagt. Der er ingen planer om at genåbne den. 

## Vore dage
Der kører ikke længere nogle tog på denne strækning af linjen. Den nærmeste jernbanestation ligger i Nam Tok, hvor man kan tage med tog fra de statslige thailandske jernbaner over den berømte Whampo Viadukt og over broen over floden Kwai til Kanchanaburi, som er den nærmeste større by og turistcenter. Besøgende til museet kommer i reglen fra Kanchanaburi. Det er muligt at tilmelde sig en dagstur til Erawan vandfaldet om morgenen efterfulgt af et besøg ved Hellfire Pass og dets museum om eftermiddagen, og derpå nå toget tilbage til Kanchanaburi for at krydse den berømte bro omkring solnedgang.
Der er et museum, som understøttes af thailandske og den australske regering på stedet for at erindre om de lidelser, som de som var involveret i bygningen af jernbanen udstod. Det blev åbnet af den daværende premierminister i Australien John Howard. Som en del af oplevelsen på museet er det muligt at gå gennem selve gennemskæringen langs en del af den gamle jernbane trassé. 
I 2006 fremkom der et forslag om at skabe en jernbaneforbindelse mellem otte sydøstasiatiske lande, hvilket ville betyde at jernbaneforbindelsen mellem Thailand og Burma skulle genetableres. Det er uvist om denne skulle følge den oprindelige hollandske jernbanerute gennem Hellfire Pass, da denne rute nødvendigvis blev bygget i en fart og til en lav standard hvad angår kurver og hældninger.